# بیل ملندز
بیل ملندز (انگلیسی: Bill Melendez؛ ۱۵ نوامبر ۱۹۱۶ – ۲ سپتامبر ۲۰۰۸) یک پویانما، و کارگردان اهل ایالات متحده آمریکا بود. وی بین سال‌های ۱۹۳۸ تا ۲۰۰۶ میلادی فعالیت می‌کرد.